# Lukovac Gornji
Lukovac Gornji je nenaseljeni otočić u otočju Lastovci, istočno od Lastova. Otok je od Lastova udaljen oko 1150 metara, a najbliži otok mu je Lukovac Srednji, oko 200 m prema zapadu.
Površina otoka je 9314 m2, duljina obalne crte 362 m, a visina 15 metara.